# Condado de Fayette (Pensilvania)
El condado de Fayette (en inglés: Fayette County), fundado en 1783, es uno de 67 condados del estado estadounidense de Pensilvania. En el año 2000 tenía una población de 148,644 habitantes con una densidad poblacional de 73 personas por km². La sede del condado es Uniontown.

## Geografía
Según la Oficina del Censo, el condado tiene un área total de 2067 km² (798,1 mi²), de la cual 2046 km² (790 mi²) es tierra y 21 km² (8,1 mi²) (0.98%) es agua.

### Condados
- Condado de Westmoreland (norte)
- Condado de Somerset (este)
- Condado de Garrett (Maryland) (sureste)
- Condado de Preston (Virginia Occidental) (sur)
- Condado de Monongalia (Virginia Occidental) (suroeste)
- Condado de Greene (oeste)
- Condado de Washington (noroeste)

## Demografía
Según el censo de 2000, había 148,644 personas, 59,969 hogares y 41,198 familias residiendo en la localidad. La densidad de población era de 73 hab./km². Había 66,490 viviendas con una densidad media de 32 viviendas/km². El 95.30% de los habitantes eran blancos, el 3.51% afroamericanos, el 0.11% amerindios, el 0.22% asiáticos, el 0.01% isleños del Pacífico, el 0.11% de otras razas y el 0.11% pertenecía a dos o más razas. El 0.38% de la población eran hispanos o latinos de cualquier raza.

## Localidades

### Ciudades
- Connellsville
- Uniontown

### Boroughs
| - Belle Vernon - Brownsville - Dawson - Dunbar - Everson - Fairchance | - Fayette City - Markleysburg - Masontown - Newell - Ohiopyle | - Perryopolis - Point Marion - Seven Springs - Smithfield - South Connellsville - Vanderbilt |

### Municipios
| - Municipio de Brownsville - Municipio de Bullskin - Municipio de Connellsville - Municipio de Dunbar - Municipio de Franklin - Municipio de Georges - Municipio de German - Municipio de Henry Clay | - Municipio de Jefferson - Municipio de Lower Tyrone - Municipio de Luzerne - Municipio de Menallen - Municipio de Nicholson - Municipio de North Union - Municipio de Perry - Municipio de Redstone | - Municipio de Saltlick - Municipio de South Union - Municipio de Springfield - Municipio de Springhill - Municipio de Stewart - Municipio de Upper Tyrone - Municipio de Washington - Municipio de Wharton |

### Lugares designados por el censo
Lugares designados por el censo son áreas geográficas designado por la Oficina del Censo de los Estados Unidos con propósitos para datos geográficos. Ellos no están bajo la jurisdicción de las leyes de Pensilvania.

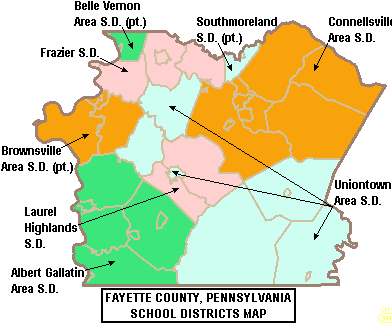
Mapa de los distritos escolares del condado de Fayette

| - Arnold City - Allison - East Uniontown - Bear Rocks - Buffington - Chalkhill - Deer Lake - Edenborn | - Fairhope - Farmington - Grindstone - Grindstone-Rowes Run (histórico) - Hiller - Hopwood - Star Junction | - Lemont Furnace - Leith-Hatfield - Lynnwood-Pricedale - Naomi - New Salem-Buffington - Oliver - Republic - South Uniontown |